# Simon VI de Lippe
Le comte Simon VI de Lippe (15 avril 1554 à Detmold – 7 décembre 1613 à Frein (qui fait maintenant partie de Lemgo)) est le comte et gouverneur du comté de Lippe de 1563 jusqu'à sa mort.

## Biographie
Simon est le fils du comte Bernard VIII de Lippe (1527-1563) et sa femme Catherine (1524-1583), fille de Philippe III de Waldeck, comte de Waldeck-Eisenberg et Anne de Clèves. Alors qu'il est encore mineur lors du décès de son père, son oncle Hermann Simon de Pyrmont assure la régence jusqu'en 1579.
Simon est un prince intelligent, un homme d'après l'idéal de la renaissance. Il correspond avec de nombreux grands scientifiques de son temps, parmi eux, Tycho Brahe et Jost Bürgi. Il est conseiller et chambellan de l'Empereur Rodolphe II, pour lequel il entreprend des missions diplomatiques, tels que la médiation dans les conflits de succession entre les princes. Il agit comme un intermédiaire et un agent dans le commerce des peintures hollandaises.
Le château de Frein a été construit par Christoph von Donop de 1562 à 1570. En 1584-1589, Simon l'agrandit dans le style de la Renaissance de la Weser. Il devient sa résidence jusqu'à sa mort. En septembre 1599, il subit une sévère défaite au Siège de Rees contre les Espagnols. À partir de 1600, il emploie l'architecte militaire néerlandais  Johan van Rijswijk. Par décision de Simon VI, le Comté passe au Calvinisme en 1605. Usant de la maxime Cujus regio, ejus religio, en vigueur de depuis la Paix d'Augsbourg, il invite l'Église de Lippe à adhérer au calvinisme. Cela a conduit à un différend avec nombre de ses sujets, en particulier la ville libre et hanséatique de Lemgo, luthérienne depuis 1522 et qui entend le rester, ce qui conduit à la Révolte de Lemgo. Ce différend religieux a été résolu par la Paix de Röhrentrup en 1617, avec l'octroi à Lemgo du droit de déterminer sa foi de façon indépendante. La minorité luthérienne n'a rejoint Église de Lippe qu'en 1882.
Simon possède une grande bibliothèque et sert en tant que bibliothèque de la cour. Elle contient des travaux théologiques et historiques, des œuvres philosophiques et de la jurisprudence. Elle devient plus tard la base de la Bibliothèque de l'État à Detmold, où elle est encore conservée.
Simon est mort en 1613, son fils aîné survivant, Simon VII, lui succède et installe le siège du gouvernement de retour à Detmold. Son plus jeune fils, Philippe Ier de Schaumbourg-Lippe fonde la branche de Schaumbourg-Lippe, qui s'installe à Bückeburg.

## Le mariage et la descendance
En 1578, Simon épouse la comtesse Armgard de Rietberg (décédée le 13 juillet 1584). Ce mariage reste sans enfant.
En 1585, il épouse Élisabeth, fille du comte Otto IV de Schaumbourg et de Holstein-Pinneberg. Ils ont les enfants suivants:
- Bernhard (1586-1602)
- Simon VII de Lippe (1587-1627), qui épouse en 1607, Anna Catherine de Nassau-Wiesbaden, puis en 1623, Maria de Magdala de Waldeck-Wildungen
- Othon de Lippe-Brake (1589-1657), comte de Lippe-Freins, marié à Marguerite de Nassau-Dillenbourg (1606-1661)
- Hermann de Lippe-Schwalenberg
- Élisabeth (1592-1646), mariée 1612 au comte Georges Hermann de Holstein-Schaumbourg
- Catherine (1594-1600)
- Magdalena (1595-1640)
- Ursule (1598-1638), mariée en 1617 au prince Jean-Louis de Nassau-Hadamar
- Sophie (1599-1653), mariée en 1626 au prince Louis d'Anhalt-Köthen
- Philippe Ier de Schaumbourg-Lippe (1601-1681), comte de Schaumbourg-Lippe, marié à Sophie de Hesse-Cassel